# Комісія Коновалюка
Комісія Коновалюка (офіційно укр. Тимчасова слідча комісія Верховної Ради України 
з питань з’ясування обставин та встановлення фактів поставки до Грузії української військової техніки з порушенням 
законодавства України та норм міжнародного права) - спеціальна комісія, сформована в українському парламенті для розслідування законності експорту зброї з України до Грузії та участі України у війні в Південній Осетії 2008 року. Комісія була сформована 2 вересня 2008 р. й очолювалася Валерієм Коновалюком від Партії регіонів. У грудні 2008 року комісія оприлюднила звіт, в якому звинуватила українське керівництво в озброюванні Грузії з порушенням українського та міжнародного права. 19 грудня 2008 року парламент заслухав доповідь, вирішив розглянути його та передати Президентові та Прем'єр-міністру України, тоді як Генеральній прокуратурі України пропонується оцінити висновки. Крім того, Генерального прокурора просять дати юридичну оцінку заходам, вжитим українськими службами безпеки та Міністерством оборони, які, на думку комісії, мали на меті втручання у її розслідування. У той же час парламент відмовився продовжити мандат комісії до червня 2009 року та припинити експорт зброї до Грузії, як це запропонувала комісія.

## Передумови

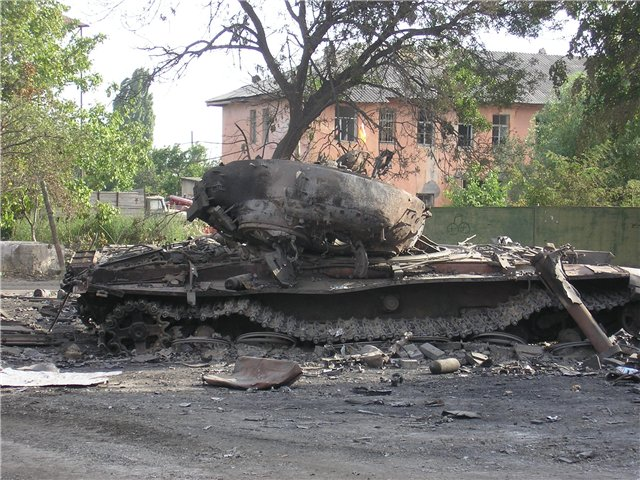
Спалений грузинський танк Т-72, поставлений Україною, після битви при Цхінвалі.

7 серпня 2008 року між Грузією, з одного боку та Росією, що окупувала частину територій Грузії (Південну Осетію та Абхазію) почалася війна. Незабаром Росія звинуватила Україну в незаконному постачанні грузинської армії зброєю та заявила, що українські найманці брали участь у конфлікті з боку Грузії. Україна заперечує незаконний експорт зброї та причетність своїх громадян до конфлікту. Таким чином, в українському парламенті була створена комісія для розслідування російських претензій.

## Члени комісії
До складу комісії входило 6 народних депутатів, які представляли кожну політичну партію чи блок у парламенті, крім пропрезидентського Блоку "Наша Україна - Народна самооборона".
- Валерій Коновалюк (Партія регіонів) - голова комісії;
- Ігор Олексієв (Комуністична партія України) - заступник голови комісії;
- Валерій Бондик (Партія регіонів);
- Сергій Гриневецький (Блок Литвина);
- Сергій Осика (Блок Юлії Тимошенко);
- Микола Петрук (Блок Юлії Тимошенко).

## Розслідування та висновки
Комісія узагальнила свої висновки у звіті, опублікованому в грудні 2008 р. За ними стверджується, що Україна експортувала різноманітну штурмову зброю, таку як танки, бойові машини піхоти, бронетранспортери, самохідні артилерійські установки 2С7 Піон, реактивні системи залпового вогню Град та ударні вертольоти Міл-24 на початку війни. У звіті також зазначається, що частина експорту озброєння здійснювалась згубно для оборони України: ряд підрозділів ракетної системи "Бук", проданих Грузії, були зняті з режиму активного чергування, тим самим зменшивши можливості протиповітряної оборони України. Крім того, в доповіді стверджується, широко поширені фінансові махінації, пов'язані з зброєю, що продаються за ціною в 3 – 5 разів нижче, ніж ринкова вартість та обов'язкові платежі не досягають бюджету України. Крім того, комісія оприлюднила список українських військових спеціалістів, які, як вважалося, були присутніми в Грузії під час війни.

## Реакція
Усі партії, залучені до комісії, рішуче заперечують будь-які протиправні дії, звинувачуючи комісію у використанні її позиції як інструменту в політичній боротьбі, що триває за владу.